# Leila och Majnun

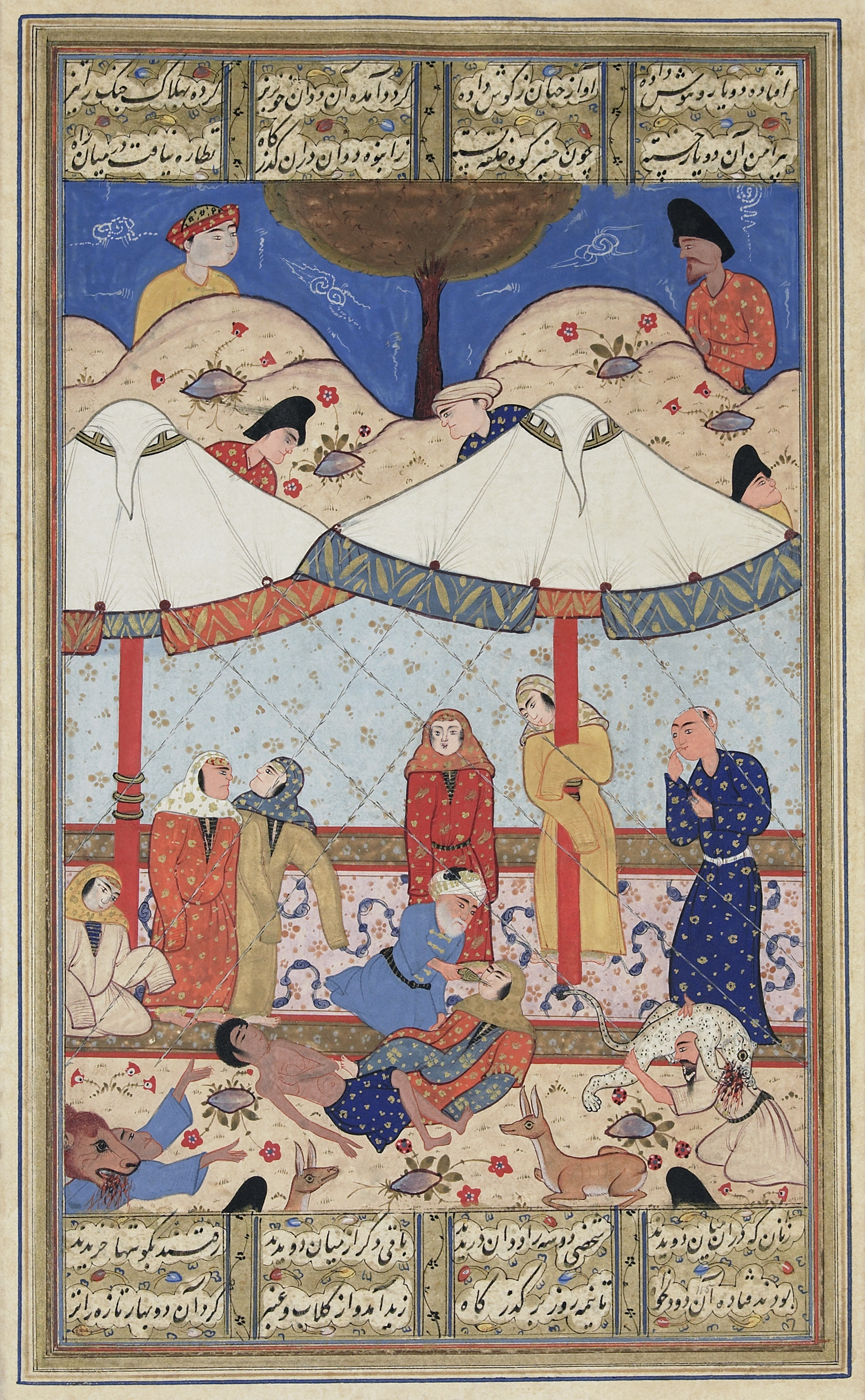
En miniatyr av Nizamis berättande dikt. Leila och Majnun träffas för sista gången före deras död. Båda har svimmat och Majnuns äldre budbärare försöker återuppliva Leila medan vilda djur skyddar paret från ovälkomna inkräktare. Illustration från sent 1500-tal, Persien.

Leila och Majnun (arabiska: مجنون ليلى Majnūn Laylā, 'Laylas galna älskare';  ) (persiska:  لیلی و مجنون, Leylā va Majnun, 'Leyla och Majnun') är ett av den persiska poeten Nizami Ganjavis mest kända verk, vilket baserats på en gammal historia om den arabiska 600-talspoeten Qays ibn al-Mulawwah och hans kärlek Layla bint Mahdi (senare känd som Layla al-Aamiriya).
Poesi och prosa med temat Leila och Majnun har återberättats i arabiska, persiska, turkiska och indiska litterära verk, genom dikten med samma namn, som skrevs av den persiska poeten Nizami Ganjavi 584/1188, som den tredje delen av hans Khamsa. Det är en populär dikt som berömmer deras kärlekshistoria. Lord Byron kallade det för Romeo och Julia i mellanöstern.

## I populärkultur
- Berättelsen och namnet "Layla" var Eric Claptons inspiration till Derek och Dominos berömda album Layla and Other Assorted Love Songs samt dess titelspår från 1971. Låten "I Am Yours" är ett direkt citat från en del i Layla och Majnun.